# San Isidro, Viesca
San Isidro är en ort i Mexiko.   Den ligger i kommunen Viesca och delstaten Coahuila, i den centrala delen av landet, 800 km nordväst om huvudstaden Mexico City. San Isidro ligger 1 160 meter över havet och antalet invånare är 533.
Terrängen runt San Isidro är kuperad åt sydväst, men åt nordost är den platt. Runt San Isidro är det mycket glesbefolkat, med 3 invånare per kvadratkilometer. Närmaste större samhälle är San Pedro, 14,1 km nordost om San Isidro. Omgivningarna runt San Isidro är i huvudsak ett öppet busklandskap.